# بنجامين ناثان
بنجامين ناثان (بالإنجليزية: Benjamin Nathan) هو شخصية أعمال أمريكي، ولد في 20 ديسمبر 1813، وتوفي في 28 يوليو 1870 في مانهاتن في الولايات المتحدة بسبب إصابة كليلة.